# Verwaltungskreis Berner Jura
Koordinaten: 47° 12′ N, 7° 13′ O; CH1903: 583208 / 228031
Der Verwaltungskreis Berner Jura (französisch Arrondissement administratif du Jura bernois) im Kanton Bern wurde auf den 1. Januar 2010 gegründet. Er gehört zur Verwaltungsregion Berner Jura, deren einziger Kreis er ist, und umfasst 40 Gemeinden auf 541,72 km² mit zusammen 53'927 Einwohnern (Stand: 31. Dezember 2023).
Im Jahr 2000 waren von den Bewohnern 83,0 % französischsprachig, 10,2 % deutschsprachig und 2,5 % italienischsprachig.
Das Regierungsstatthalteramt hat seinen Sitz in Courtelary.
Das für den Verwaltungskreis Berner Jura zuständige erstinstanzliche Gericht in Zivil- und Strafsachen ist das Regionalgericht Berner Jura-Seeland mit Sitz in Biel und einer Aussenstelle in Moutier (dt. Münster).

## Geschichte
Im Zuge der bernischen Verwaltungsreform, durch welche aus den 26 Amtsbezirken zehn Verwaltungskreise geschaffen wurden, entstand der Verwaltungskreis Berner Jura per 1. Januar 2010. Er wurde aus den Gemeinden der Amtsbezirke Courtelary, Moutier und La Neuveville gebildet.
Per 24. November 2013 wurde im Berner Jura und im Kanton Jura abgestimmt, ob der Berner Jura beim Kanton Bern bleiben oder mit dem jetzigen Kanton Jura einen neuen Kanton bilden soll.
Dabei konnte jede Gemeinde im Nachgang nochmals einzeln abstimmen mit dem potentiellen Resultat von Enklaven und einer Aufteilung des Verwaltungskreises. Ausser der Gemeinde Moutier, die das Projekt unterstützte, entschied sich der gesamte Berner Jura mit 71,8 Prozent gegen eine Fusion mit dem Kanton Jura.
Am 18. Juni 2017 stimmte die Gemeinde Moutier erneut über den Verbleib im Kanton Bern oder über den Wechsel in den Kanton Jura ab. Bei einer Stimmbeteiligung von 88 Prozent sprachen sich die Stimmberechtigten mit 2067 (51,7 Prozent) zu 1930 Stimmen (48,3 Prozent) für den Kantonswechsel aus. Die Abstimmung wurde am 5. November 2018 durch die Regierungsstatthalterin des Berner Juras für ungültig erklärt, nachdem Beschwerden wegen Unregelmässigkeiten beim Urnengang eingereicht worden waren. Dies führte am 9. November 2018 zu einer grossen Protestdemonstration der Pro-Jurassier. Am 29. August 2019 bestätigte das Verwaltungsgericht des Kantons Bern die Ungültigkeit der Abstimmung. Am 12. September 2019 beschlossen die Pro-Jurassier, das Urteil nicht vor das Bundesgericht weiterzuziehen, damit eine neue Abstimmung schnellstmöglich stattfinden könne.
Die erneute Abstimmung in Moutier fand am 28. März 2021 statt, wobei die Bundesbehörden das gesamte Prozedere begleiteten und überwachten – ein in der Schweiz einmaliger Vorgang. Das Ergebnis fiel noch deutlicher zugunsten eines Kantonswechsels aus, mit 2114 (54,9 Prozent) zu 1740 Stimmen (45,1 Prozent).
Die Gemeinde Moutier soll per Anfang 2026 zum Kanton Jura wechseln. Am 24. November 2023 haben die Regierungen der Kantone Bern und Jura das dafür notwendige Konkordat unterzeichnet. Nach der Behandlung desselben in den beiden Kantonsparlamenten wurde es am 22. September 2024 den Stimmberechtigten beider Kantone zur Abstimmung vorgelegt und angenommen. Im Herbst 2025 werden schliesslich auch die eidgenössischen Räte über das Konkordat abstimmen. Mit dem Wechsel werden die in Moutier ansässigen Verwaltungseinheiten in andere Orte des Berner Juras verlegt, z. B. nach Tavannes.

## Regierungsstatthalter
- 2010–2017: Jean-Philippe Marti, SP
- seit 2018: Stéphanie Niederhauser, FDP

## Gemeinden
Stand Gemeindeliste: 1. Januar 2015, Stand Einwohnerzahl: 31. Dezember 2023
| Wappen            | Name der Gemeinde | Deutscher Name der Gemeinde | Einwohner (31. Dezember 2023) | Fläche in km² | Einwohner pro km² |
| ----------------- | ----------------- | --------------------------- | ----------------------------- | ------------- | ----------------- |
| Belprahon         | Belprahon         | Tiefenbach                  | 260                           | 3,82          | 68                |
| Champoz           | Champoz           |                             | 158                           | 7,17          | 22                |
| Corcelles         | Corcelles (BE)    |                             | 197                           | 6,79          | 29                |
| Corgémont         | Corgémont         |                             | 1'842                         | 17,67         | 104               |
| Cormoret          | Cormoret          |                             | 512                           | 13,48         | 38                |
| Cortébert         | Cortébert         |                             | 666                           | 14,75         | 45                |
| Court             | Court             |                             | 1'380                         | 24,61         | 56                |
| Courtelary        | Courtelary        |                             | 1'435                         | 22,21         | 65                |
| Crémines          | Crémines          |                             | 546                           | 9,48          | 58                |
| Eschert           | Eschert           | Escherz                     | 385                           | 6,58          | 59                |
| Grandval          | Grandval          | Granfelden                  | 384                           | 8,25          | 47                |
| La Ferrière       | La Ferrière       |                             | 532                           | 14,16         | 38                |
| La Neuveville     | La Neuveville     | Neuenstadt                  | 3'825                         | 6,78          | 564               |
| Loveresse         | Loveresse         |                             | 348                           | 4,69          | 74                |
| Mont-Tramelan     | Mont-Tramelan     | Bergtramlingen              | 114                           | 4,64          | 25                |
| Moutier           | Moutier           | Münster                     | 7'171                         | 19,61         | 366               |
| Nods              | Nods              | Nos                         | 786                           | 26,61         | 30                |
| Orvin             | Orvin             | Ilfingen                    | 1'264                         | 21,59         | 59                |
| Perrefitte        | Perrefitte        | Beffert                     | 481                           | 8,57          | 56                |
| Péry-La Heutte    | Péry-La Heutte    | Büderich (Péry)             | 1'957                         | 23,78         | 82                |
| Petit-Val         | Petit-Val         | Kleintal                    | 484                           | 23,90         | 20                |
| Plateau de Diesse | Plateau de Diesse | Tessenberg                  | 2'153                         | 25,55         | 84                |
| Rebévelier        | Rebévelier        | Ruppertswiler               | 34                            | 3,55          | 10                |
| Reconvilier       | Reconvilier       | Rokwiler                    | 2'464                         | 8,25          | 299               |
| Renan             | Renan (BE)        | Rennen                      | 937                           | 12,63         | 74                |
| Roches            | Roches (BE)       |                             | 196                           | 9,06          | 22                |
| Romont            | Romont (BE)       | Rothmund                    | 234                           | 7,02          | 33                |
| Saicourt          | Saicourt          |                             | 618                           | 13,77         | 45                |
| Saint-Imier       | Saint-Imier       | Sankt Immer                 | 5'088                         | 20,87         | 244               |
| Sauge             | Sauge             |                             | 811                           | 13,46         | 60                |
| Saules            | Saules (BE)       |                             | 148                           | 4,28          | 35                |
| Schelten          | Schelten          | französisch (La) Scheulte   | 35                            | 5,56          | 6                 |
| Seehof            | Seehof            | französisch Elay            | 66                            | 8,42          | 8                 |
| Sonceboz-Sombeval | Sonceboz-Sombeval |                             | 1'913                         | 14,97         | 128               |
| Sonvilier         | Sonvilier         | Sumwiler                    | 1'199                         | 23,78         | 50                |
| Sorvilier         | Sorvilier         | Surbelen                    | 283                           | 6,90          | 41                |
| Tavannes          | Tavannes          | Dachsfelden                 | 3'471                         | 14,77         | 235               |
| Tramelan          | Tramelan          | Tramlingen                  | 4'648                         | 24,83         | 187               |
| Valbirse          | Valbirse          |                             | 3'973                         | 18,68         | 213               |
| Villeret          | Villeret          |                             | 929                           | 16,23         | 57                |
| Total (40)        | Total (40)        |                             | 53'927                        | 541,72        | 100               |

## Veränderungen im Gemeindebestand

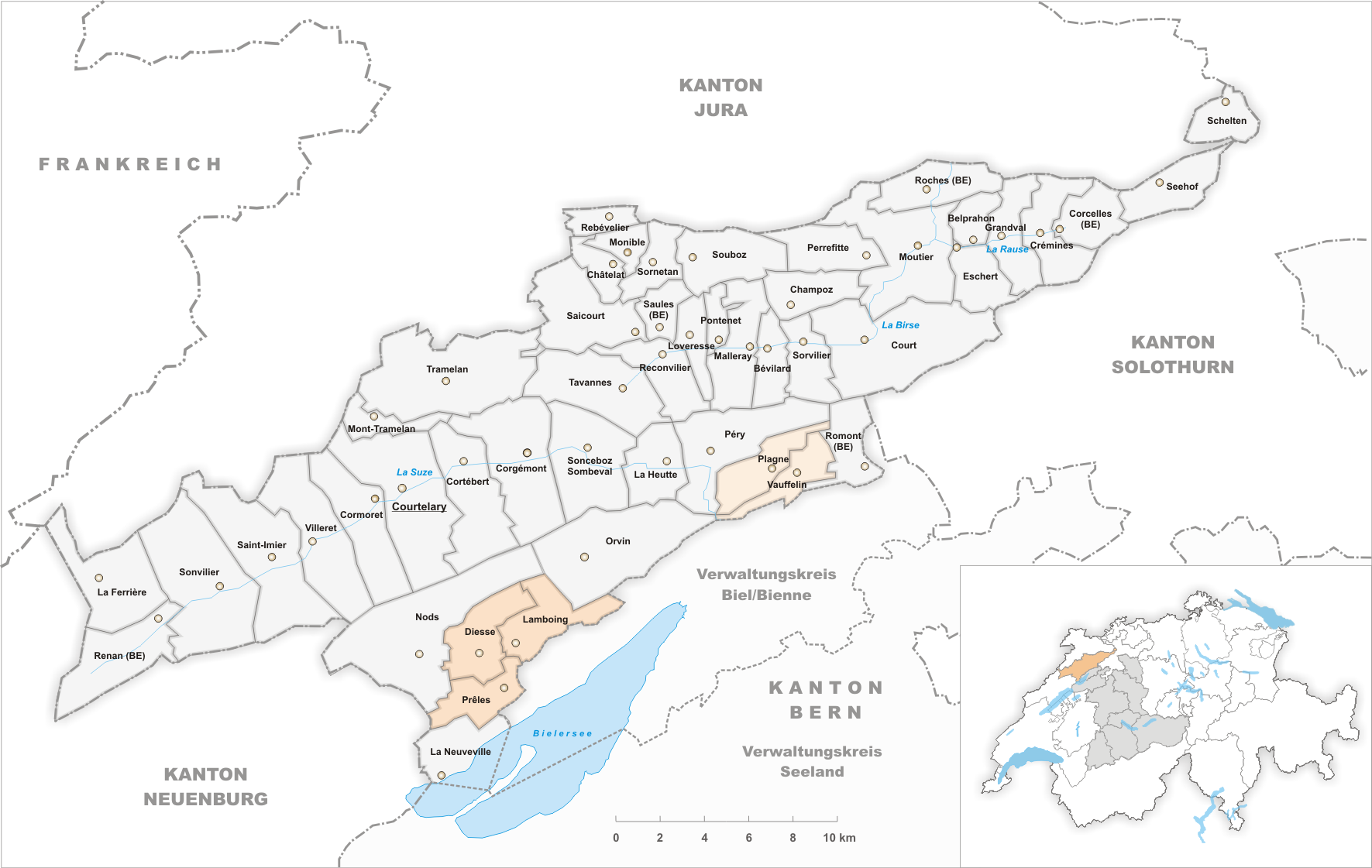
Gemeinden bis 2013
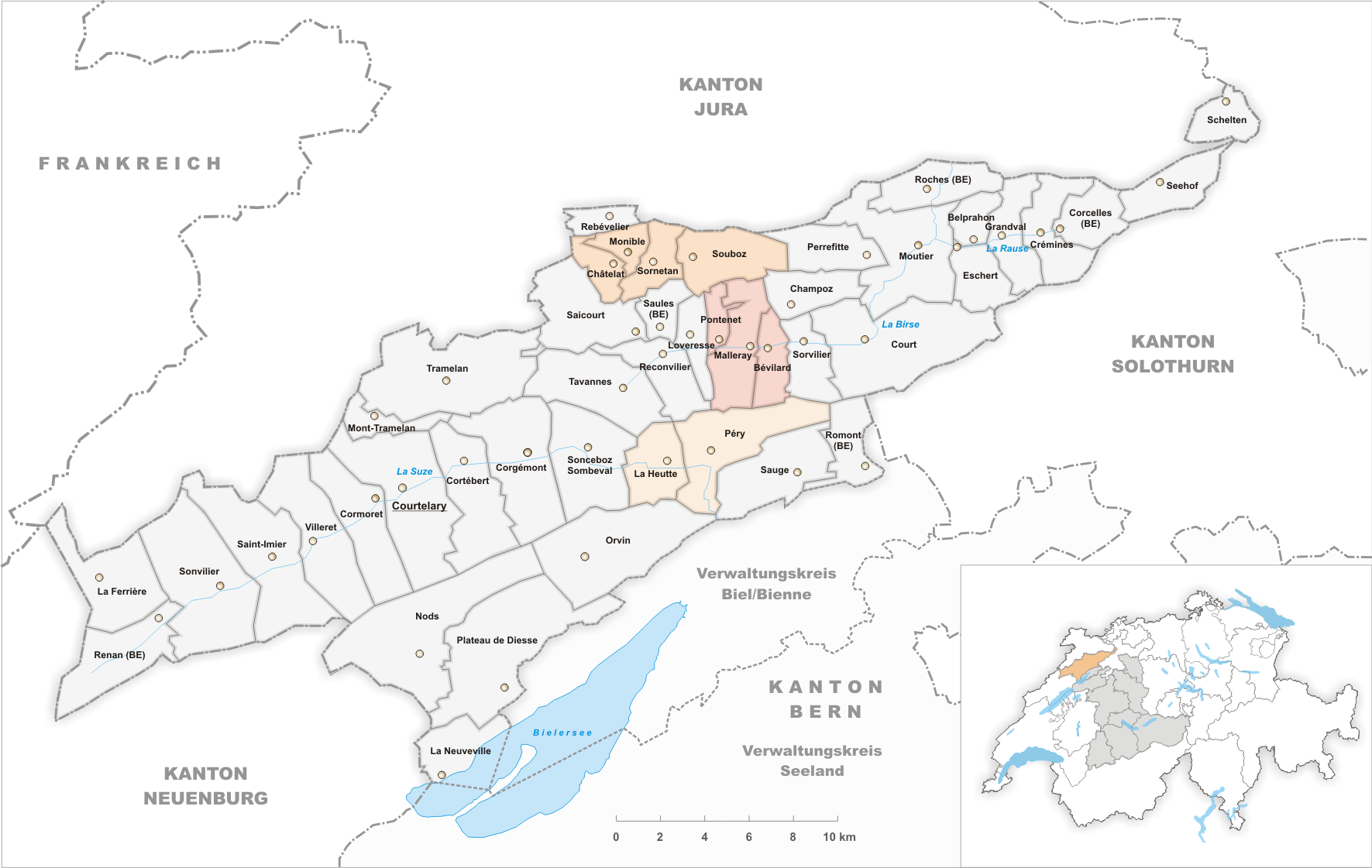
Gemeinden bis 2014

- 2014: Fusion Plagne und Vauffelin → Sauge
- 2014: Fusion Diesse, Lamboing und Prêles → Plateau de Diesse
- 2015: Fusion La Heutte und Péry → Péry-La Heutte
- 2015: Fusion Bévilard, Malleray und Pontenet → Valbirse
- 2015: Fusion Châtelat, Monible, Sornetan und Souboz → Petit-Val